# Экономическая академия (Бухарест)
Экономическая академия (рум. Academia de Studii Economice din București) — высшее государственное учебное заведение Румынии. Расположено в городе Бухарест. Является старейшим университетом экономики и торговли Румынии.

## История
Основана 6 апреля 1913 в Бухаресте указом от короля Румынии Кароля I как Высшая коммерческая и промышленная академия. Была первым высшим экономическим учебным заведением, созданным в Румынии. Первым ректором был математик А. Давидоглу.
В 1947 году академия была реорганизована и объединена с Академией совместных исследований для создания Торгово-кооперативной академии. С августа 1948 года — Институт экономики и планирования (по аналогии с высшими учебными заведениями такого рода в СССР).
С 1967 года Институт экономических наук и планирования стал одним из крупнейших высших учебных заведений в Румынии и Юго-Восточной Европе.
В 2012—2013 годах на 11 факультетах академии обучалось 22 684 студента.

## Факультеты
- Административное и общественное управление
- Бухгалтерский учёт и информационные системы управления
- Бизнес и туризм
- Экономическая кибернетика, статистика и информатика
- Сельское хозяйство, пищевая и экологическая экономика
- Финансы, страхование, банковское дело и фондовые биржи
- Торгово-экономический
- Бизнес-администрирование на иностранных языках
- Управление
- Маркетинг
- Международный бизнес и экономика